# Chalcosyrphus depressus
Chalcosyrphus depressus är en tvåvingeart som först beskrevs av Shannon 1925.  Chalcosyrphus depressus ingår i släktet mulmblomflugor, och familjen blomflugor. Inga underarter finns listade i Catalogue of Life.